# 日托米爾區

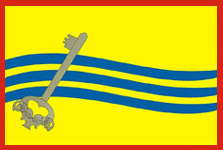
日托米爾區旗幟

日托米爾區在日托米爾州的位置

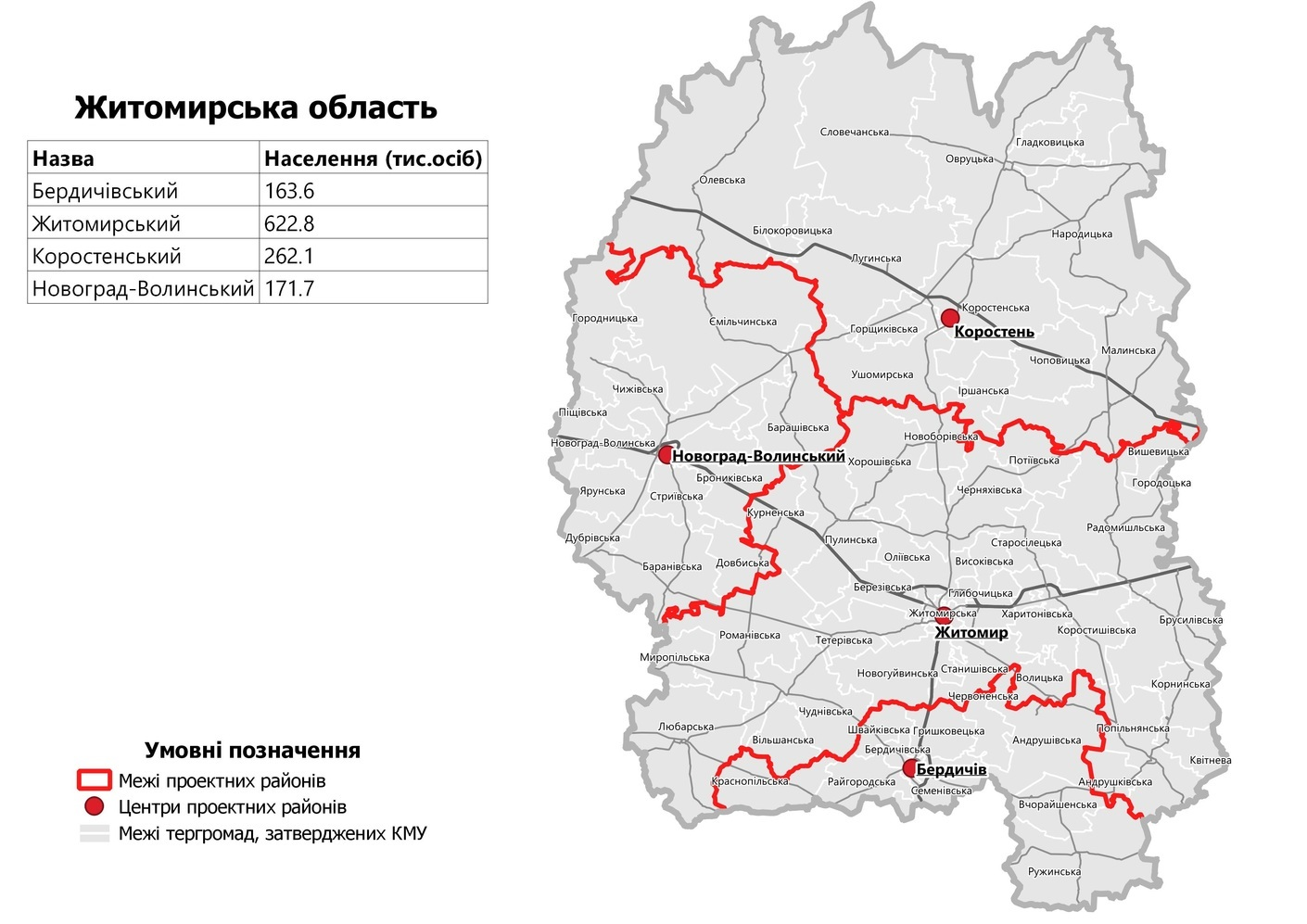
日托米爾州區（粗紅線）、市鎮區劃（細白線）

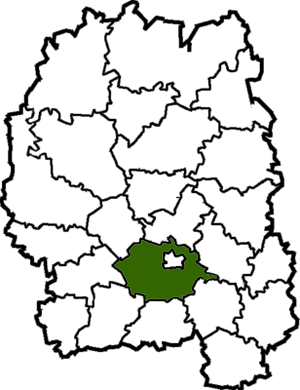
舊日托米爾區在該州的位置

日托米爾區（烏克蘭語：Житомирський район），是烏克蘭日托米爾州的一個區，位於該國北部，行政中心設於日托米爾，2021年人口数量为613,311人。

## 历史
至2020年為止日托米爾區的面積为1,441平方公里，人口72,213。
2020年7月18日乌克兰施行了行政区重劃，日托米爾州下轄整併成4個區，日托米爾區的面积显著扩大，下轄31個市鎮，全國第二多，僅次於切爾尼夫齊州切爾尼夫齊區。
聚落數第三多（684個），僅次於赫梅利尼茨基州赫梅利尼茨基區（749個）和波爾塔瓦州波爾塔瓦區（746個）。
面積第四大，僅次於日托米爾州科羅斯滕區、波爾塔瓦區和赫梅利尼茨基區。

## 下轄市鎮
日托米爾區下轄31個市鎮，以下依市鎮人口由多到少排列：
- 日托米爾市鎮（烏克蘭語：Житомирська міська громада）
- 科羅斯特希夫市鎮（烏克蘭語：Коростишівська міська громада）
- 柳巴爾市鎮（烏克蘭語：Любарська селищна громада）
- 拉多梅什利市鎮（烏克蘭語：Радомишльська міська громада）
- 新惠溫斯凱市鎮（烏克蘭語：Новогуйвинська селищна громада）
- 丘德尼夫市鎮（烏克蘭語：Чуднівська міська громада）
- 切爾尼亞希夫市鎮（烏克蘭語：Черняхівська селищна громада）
- 羅曼尼夫市鎮（烏克蘭語：Романівська селищна громада）
- 霍羅希夫市鎮（烏克蘭語：Хорошівська селищна громада）
- 斯坦尼希夫卡市鎮（烏克蘭語：Станишівська сільська громада）
- 波皮利尼亞市鎮（烏克蘭語：Попільнянська селищна громада）
- 布魯西利夫市鎮（烏克蘭語：Брусилівська селищна громада）
- 普利内市鎮（烏克蘭語：Пулинська селищна громада）
- 赫利博奇察市鎮（烏克蘭語：Глибочицька сільська громада）
- 泰泰里夫卡市鎮（烏克蘭語：Тетерівська сільська громада）
- 貝雷濟夫卡市鎮（烏克蘭語：Березівська сільська громада (Житомирська область)）
- 新博羅瓦市鎮（烏克蘭語：Новоборівська селищна громада）
- 奧利伊夫卡市鎮（烏克蘭語：Оліївська сільська громада）
- 庫爾內市鎮（烏克蘭語：Курненська сільська громада）
- 米羅皮爾市鎮（烏克蘭語：Миропільська селищна громада）
- 維利尚卡市鎮（烏克蘭語：Вільшанська сільська громада (Житомирська область)）
- 沃利齊亞市鎮（烏克蘭語：Волицька сільська громада）
- 科爾寧市鎮（烏克蘭語：Корнинська селищна громада）
- 舊西利齊市鎮（烏克蘭語：Старосілецька сільська громада）
- 克維特內韋市鎮（烏克蘭語：Квітнева сільська громада）
- 安德魯什基市鎮（烏克蘭語：Андрушківська сільська громада）
- 霍羅多克市鎮
- 波蒂伊夫卡市鎮（烏克蘭語：Потіївська сільська громада）
- 維舍維奇市鎮（烏克蘭語：Вишевицька сільська громада）
- 維索克市鎮（烏克蘭語：Високівська сільська громада）
- 哈里托尼夫卡市鎮（烏克蘭語：Харитонівська сільська громада）